# Mariage de la princesse Beatrice et d'Edoardo Mapelli Mozzi
Le mariage de la princesse Beatrice d'York et du comte Edoardo Mapelli Mozzi devait avoir lieu à la chapelle royale du palais Saint James. Initialement prévu le 29 mai 2020, le mariage est repoussé en raison de la pandémie de Covid-19. Le mariage a lieu dans la plus stricte intimité familiale le 17 juillet 2020 au Royal Lodge, à Windsor.
La mariée, la princesse Beatrice d'York, est membre de la famille royale britannique en tant que fille du prince Andrew, duc d'York. Le marié, Edoardo Mapelli Mozzi, est un promoteur immobilier d'origine italienne.

## Rencontre du couple

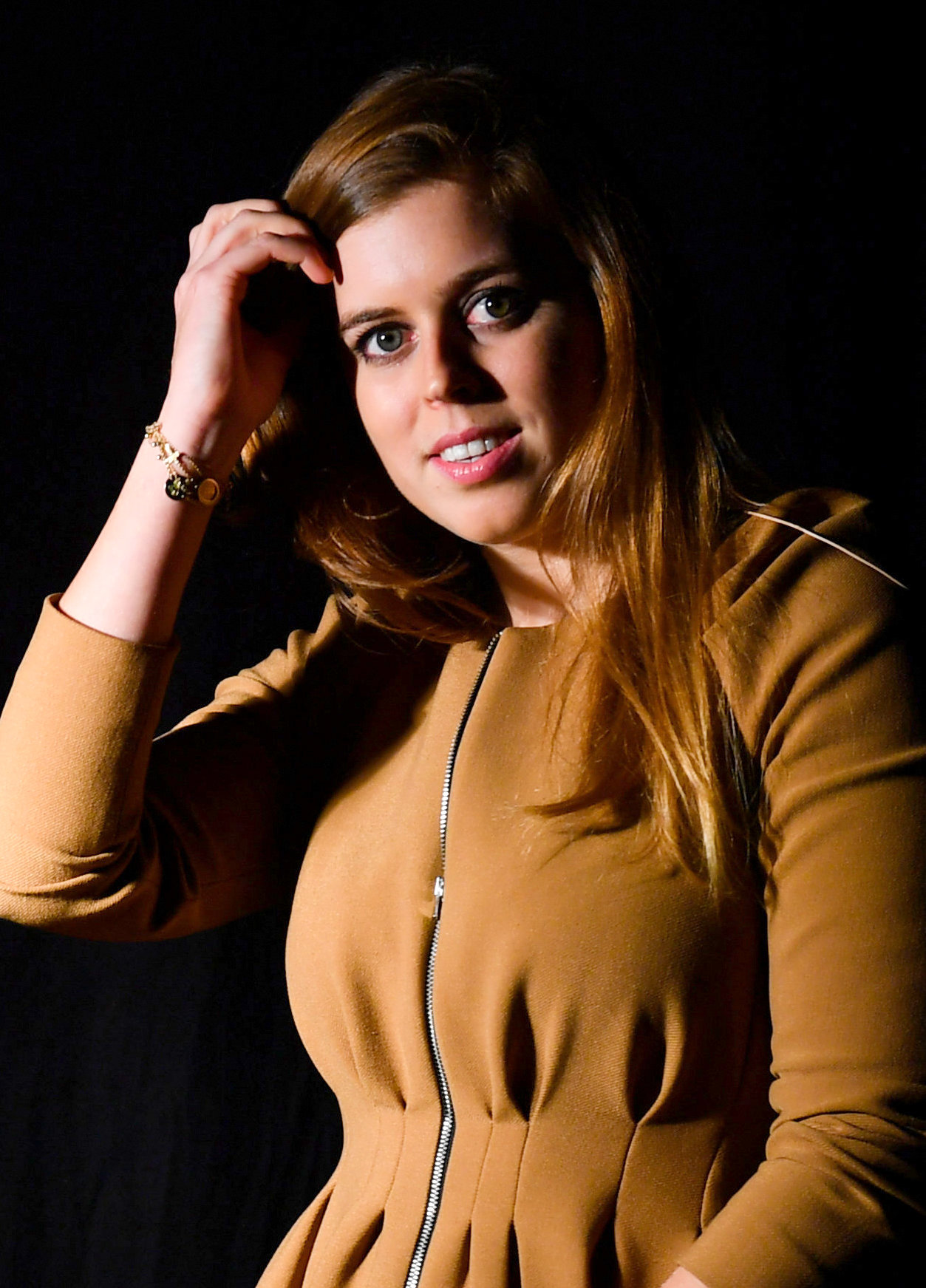
La princesse Beatrice d'York (2018).

La princesse Beatrice d'York est la fille aînée du prince Andrew, duc d'York, et de son ex-épouse Sarah Ferguson. Ses parents se sont séparés en 1992 et ont divorcé en 1996. Beatrice est la petite-fille d'Élisabeth II, reine du Royaume-Uni et des autres royaumes du Commonwealth. Elle figure en neuvième position dans l'ordre de succession au trône britannique, où elle est la deuxième femme.  
Edoardo Alessandro Mapelli Mozzi est le fils du comte Alessandro Mapelli Mozzi, ancien sportif olympique italo-britannique qui a participé aux Jeux olympiques d'hiver de 1972 en ski alpin,, et de Nikki Williams-Ellis, mariée en secondes noces avec le politicien Christopher Shale. Edoardo a un fils nommé Christopher Woolf, né en 2016, de son engagement précédent avec l'architecte américaine Dara Huang,. 
La mariée et le marié se connaissent depuis l'enfance, leurs familles étant très proches depuis plusieurs décennies. Ils se sont fiancés en Italie en septembre 2019 ; Edoardo Mapelli Mozzi offre à la princesse une bague conçue par Shaun Leane, composée d'un diamant rond brillant entouré de baguettes effilées, sur une bande de style pavé de platine,. La bague présente une similitude avec la bague de fiançailles de la grand-mère de la princesse Beatrice, la reine Élisabeth II, et est estimée à environ 130 000 dollars. 

## Annonce des fiançailles
Bien que Beatrice soit membre de la famille royale britannique, l'autorisation de la reine pour le mariage n'est plus requise depuis l'adoption de l'acte de succession à la Couronne (2013). Les fiançailles du couple sont annoncées le 26 septembre 2019 sur le site officiel du duc d'York ainsi que sur les réseaux sociaux officiels de la famille royale. Le palais de Buckingham partage également une série de photos officielles des fiançailles. Des photographies en couleur ont été prises par la princesse Eugenie et d'autres en noir et blanc ont été prises par Misan Harriman au Royal Lodge, à Windsor Great Park. Pour celles en couleur, Beatrice porte une robe à fleurs vertes Zimmermann, et pour les photographies en noir et blanc, elle apparaît dans une robe en soie Espionage avec une « silhouette avant enveloppante et une jupe asymétrique fluide ».
Les détails du mariage de la princesse Beatrice ne sont révélés qu'en février 2020, plusieurs mois après l'annonce des fiançailles. L'engagement de la princesse est en effet éclipsé par l'implication de son père dans l'affaire Epstein, et plus tard par le retrait brutal du duc et de la duchesse de Sussex de leurs fonctions royales,,,.

## Mariage

### Préparatifs

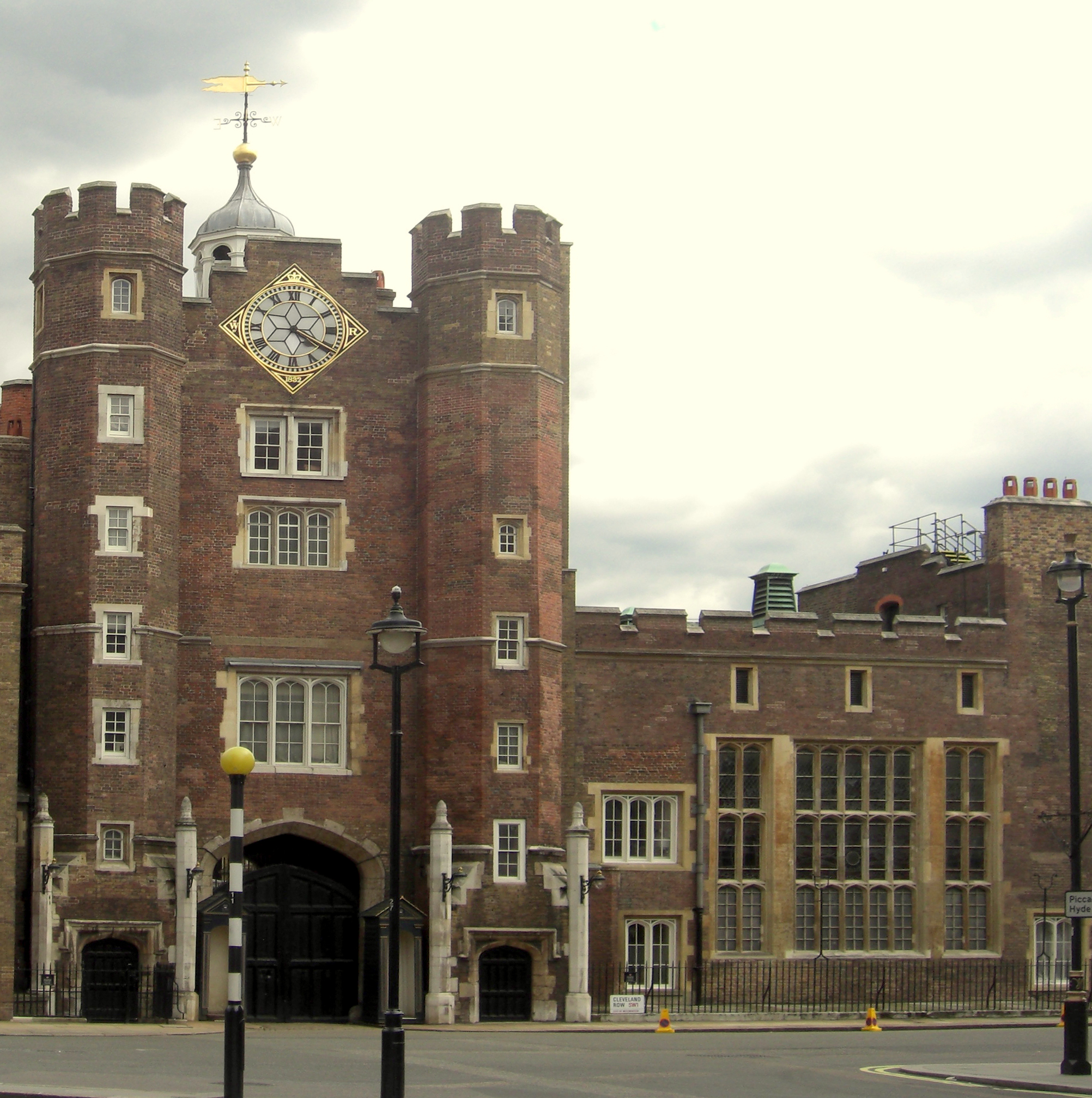
L'entrée principale de la chapelle royale du palais Saint James.

Le 7 février 2020, il est annoncé que la cérémonie de mariage se déroulera le 29 mai suivant à la chapelle royale du palais Saint James, suivie d'une réception privée, donnée par la reine Élisabeth II, dans les jardins du palais de Buckingham. Il a également été annoncé qu'aucun argent public ne serait dépensé pour l'événement. 
La chapelle royale a accueilli de nombreux événements importants de la famille royale britannique, notamment des mariages royaux, des baptêmes et d'autres cérémonies religieuses : c'est dans cette chapelle que les princes George et Louis de Cambridge ont été baptisés, et que leur mère, la duchesse de Cambridge, a fait sa communion avant d'épouser le prince William. C'est également le lieu du mariage de la reine Victoria avec le prince Albert de Saxe-Cobourg-Gotha, en 1840.  
En raison de la pandémie de Covid-19, le couple se voit contraint de revoir les plans de son mariage, annonçant que la réception privée au palais de Buckingham n'aurait pas lieu pour éviter les « risques inutiles ». Conformément aux recommandations du gouvernement, ils envisagent également d'organiser une cérémonie restreinte ; au milieu des préoccupations se trouve la famille du marié qui pourrait ne pas être en mesure de quitter l'Italie pour la cérémonie. Le 16 avril 2020, un porte-parole du couple confirme que le mariage aura lieu à une date ultérieure, sans pour autant annoncer un changement de lieu ou une modification de la liste des invités.

### Déroulement

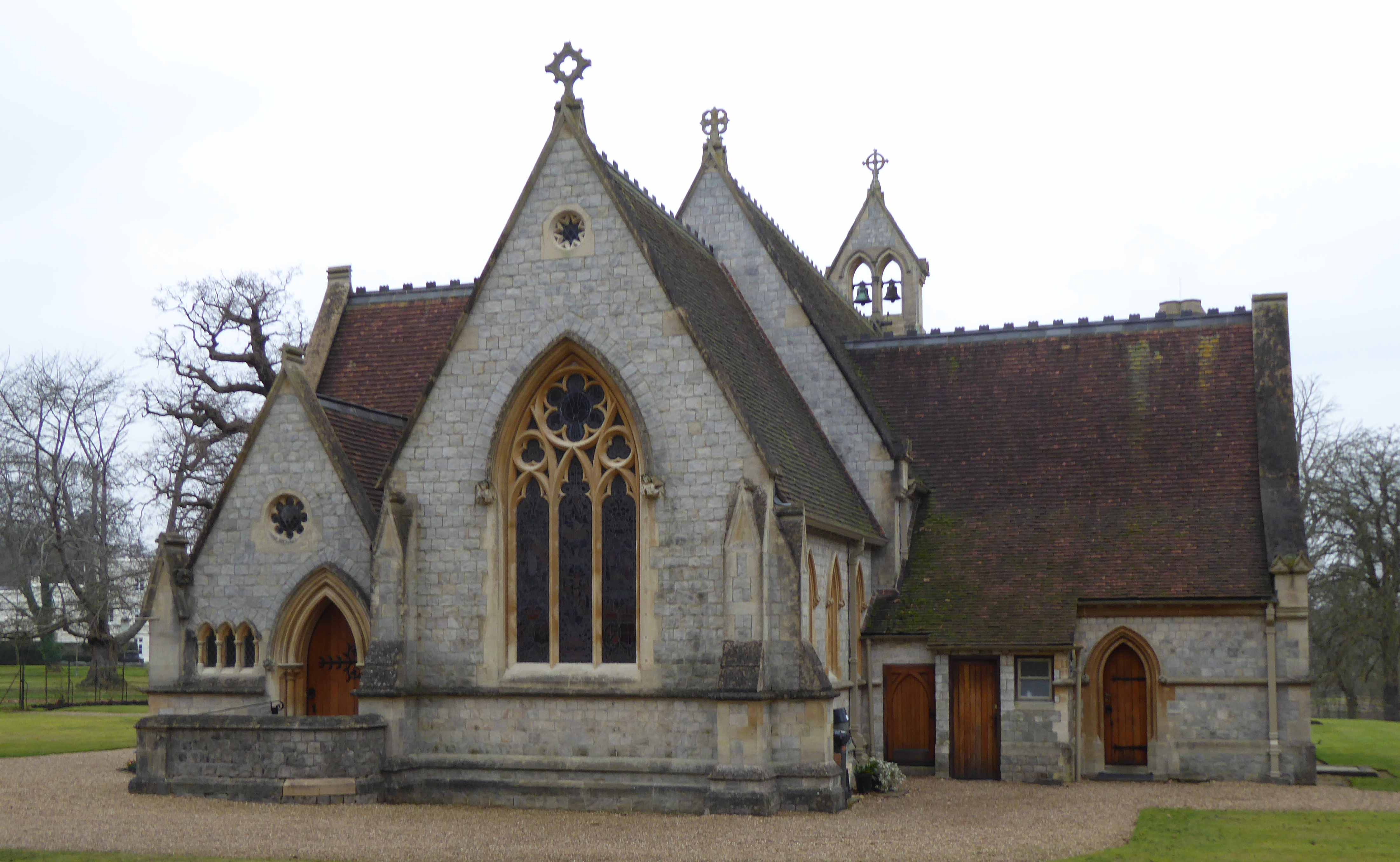
Chapelle royale de Tous les Saints.

La princesse Beatrice et Edoardo Mapelli Mozzi s'unissent finalement lors d'une cérémonie privée le 17 juillet 2020 à la chapelle royale de Tous les Saints, au Royal Lodge, à Windsor. Seulement vingt membres de la famille et des amis proches sont présents, dont la reine et le duc d'Édimbourg. La cérémonie se déroule dans le respect des règles sanitaires établies par le gouvernement. 
Pour sa robe de mariée, Beatrice porte une création de Norman Hartnell datant des années 1960 et ayant appartenu à la reine. La robe a légèrement été modifiée par Angela Kelly et Stewart Parvin pour l'occasion. La princesse coiffe en outre la tiare en diamants que portait la reine lors de son mariage avec le prince Philip, en 1947. Elle porte enfin des chaussures Valentino en satin, couleur champagne, qu'elle avait déjà portées au mariage du prince William et de Catherine Middleton en 2011. À l'issue de la cérémonie, son bouquet de fleurs est déposé sur la tombe du Soldat inconnu à l'abbaye de Westminster, selon une tradition initiée par la reine mère.
Quatre photos officielles du mariage, prises par Benjamin Wheeler, sont publiées dans les deux jours qui suivent la cérémonie. Deux d'entre elles ont été prises devant la chapelle après le service nuptial, la reine Élisabeth II et le prince Philip figurant sur l'une d'elles, à bonne distance des mariés. Il s'agit du premier événement familial auquel assiste la reine depuis la fin du confinement au Royaume-Uni. La cérémonie est suivie d'une réception privée au Royal Lodge, la résidence officielle du duc d'York, à laquelle seuls sont conviés quatorze amis du couple. Le duc d'York aurait prononcé un discours lors de cette réception.